# Federico Martinengo
Federico Martinengo (teljes nevén: Federico Carlo Martinengo, Róma, 1897. július 18. – Gorgona, 1943. szeptember 9.) egy olasz származású vadászpilóta volt. Első világháborús szolgálata alatt 5 légi győzelmet szerzett, melyeket osztrák-magyar pilóták ellenében ért el. Szolgálata során számos légi harcban jeleskedett.

## Élete
Martinengo egy olasz tengerésztiszt fiaként született meg, 1897-ben. Így került az olasz légierőhöz 1915-ben és megkezdte az alapkiképzést a Taranto közeli légi támaszponton, előtte azonban kijárta a repülési akadémiát. 1916-ban megkapta pilótaengedélyét, és hamarosan már a fronton harcolt. Harcolt a caporettói áttörésnél is, ahol a 260a repülőszázad tagja volt. 
1918. május 4-én az olasz gépek megtámadták Triesztet, a támadók egyik vezetője pedig Martinengo volt. 3 osztrák-magyar hidroplánt lőtt le, azonban az Osztrák-Magyar Haditengerészet legnagyobb ászával, Gottfried von Banfieldel nem bírt, így visszavonulót fújtak. Később 1918. május 14-én egyszer és ismeretlen időpontban is egyszer aratott légi győzelmet, így összejött az 5, amely után már ászpilótának számít.
A második világháború kitörése után Martinengo az olasz hadsereg tagja volt, és a haditengerészet egy hajóján parancsnokolt. 1943. szeptember 9-én egy bevetésen halt meg 46 éves korában, Gorgona közelében.

## Légi győzelmei
| Sorszám | Dátum           | Egység | Ellenfél               | Helyszín   |
| ------- | --------------- | ------ | ---------------------- | ---------- |
| 1       | 1918. május 4.  | 260ª   | Hansa-Brandenburg W.18 | Trieszt    |
| 2       | 1918. május 4.  | 260ª   | Hansa-Brandenburg W.18 | Trieszt    |
| 3       | 1918. május 4.  | 260ª   | AGO                    | Trieszt    |
| 4       | 1918. május 14. | 260ª   | AGO                    | Pola       |
| 5       | Ismeretlen      | 260ª   | Ismeretlen             | Ismeretlen |